# Wolnizna Berstana
Wolnizna Berstana – taką nazwę nosiła wieś u podnóża Łyśca, koło Wólki Milanowskiej i Zerzęcina. W roku 1374  w piśmiennictwie – Libertatem Berstani. Dziś wieś nieistniejąca, jej dawna lokalizacja to obecny teren powiatu kieleckiego w gminie Nowa Słupia u podstawy Łyśca. 
Podległość administracyjna świecka i kościelna
Źreb lub sołectwo w powiecie sandomierskim.
Własność
Własność  klasztoru świętokrzyskiego, podobnie jak w tym okresie także już nieistniejący Zerzęcin.

## Lokacja
Wolnizna Berstana  określona została w 1369 r. jak i nowo lokowana na prawie niemieckim wieś klasztorna Rataje, czyli obecnie Wólka Milanowska.
Jak sugeruje Marek Derwich w Słowniku historyczno-geograficznym ziem polskich w średniowieczu, być może Wolnizna Berstana była sołectwem należącym do Berstana i stanowi ślad jakiejś nieudanej akcji osadniczej klasztornej. 
Podjęcie prób takiej działalności w drugiej połowie XIV wieku wynika z dokumentów lokacyjnych Ratajów i Zerzęcina.

Wskazują na nią  także istniejące właśnie w tym czasie na zachód i północ od Wólki Milanowskiej trudne do bliższej identyfikacji punkty osadnicze lub topograficzne tak jak Bussecz i Citanika, często określane wieloznacznym terminem „merica” (dla porównania Raszkowice, Senno, i Zerzęcin).
Według autorów słownika jedne z nich zdają się być śladami dawnego osadnictwa zniszczonego być może na skutek najazdów Mongołów w latach 1259-1260 i 1287 oraz Litwinów około połowy XIV wieku (np. Raszkowice, Wólka Milanowska, Senno, Zerzęcin), inne - rezultatem współczesnej owym czasom akcji osadniczej (prócz Wolizny Berstena także Bussecz). Z osad  tych do dziś przetrwały tylko Rataje dziś występujące jako Wólka Milanowska. 
W XVI w. na miejscu wsi Bussecz i Zerzęcin powstały wsie  Budzyn i Paprocice.